# Europameisterschaften im Eisstockweitschießen 2011
Die 25. Europameisterschaften im Eisstockweitschießen wurden 2011 in Altrandsberg (Landkreis Cham) ausgetragen.

## Männer

### Einzelwettbewerb
| Platz | Sportler         | Land |
| ----- | ---------------- | ---- |
| 1     | Peter Rottmoser  | GER  |
| 2     | Bernhard Patschg | AUT  |
| 3     | René Genser      | AUT  |

### Mannschaftswettbewerb
| Platz | Land        |
| ----- | ----------- |
| 1     | Österreich  |
| 2     | Deutschland |
| 3     | Italien     |

## Junioren U 16

### Einzelwettbewerb
| Platz | Sportler           | Land |
| ----- | ------------------ | ---- |
| 1     | Maximilian Zwickel | AUT  |
| 2     | Martin Stockmaier  | AUT  |
| 3     | Thomas Schmuderer  | GER  |

## Junioren U 19

### Einzelwettbewerb
| Platz | Sportler        | Land |
| ----- | --------------- | ---- |
| 1     | Thomas Kohlmann | GER  |
| 2     | Christian Seber | AUT  |
| 3     | Nico Ludwig     | GER  |

## Junioren U 23

### Einzelwettbewerb
| Platz | Sportler        | Land |
| ----- | --------------- | ---- |
| 1     | Stefan Kufner   | GER  |
| 2     | Thorsten Mayer  | AUT  |
| 3     | Andreas Fischer | GER  |